# Bryggmästare
Bryggmästare är ett yrkesnamn på en person som har yrkesbevis för rollen som chef inom produktionen, produktutvecklingen eller kvalitetssäkringen med mera, inom ett bryggeri. Närmaste utbildningar för detta finns vid bland annat Den Skandinaviske Bryggerhøjskole (Danmark), VLB (Tyskland), TU München (Tyskland) och Doemens Akademie (Tyskland). Någon sådan utbildning finns inte i Sverige.

## Kända bryggmästare
- Franz Adam Bechmann, som var med att starta Tyska Bryggeriet 1843
- Friedrichs Lachs, bryggmästare på Österman & Co från år 1869, S:t Eriks Bryggeri 1870-1872 och Nürnbergs Bryggeri
- Fritz Dölling, som grundade Nürnbergs Bryggeri, Hamburgerbryggeriet och Pilsenerbryggeriet
- Johan Spendrup, bryggmästare och vd på Gotlands Bryggeri
- John L. Skantze, grundare av bryggeriaktiebolaget Falken (nu en del av Carlsberg Sverige) i Falkenberg
- Johan Wilhelm Lyckholm, bryggare i Göteborg
- Tobias Opbacher, bryggare i Jönköping
- Peter Orest, Bryggmästare och grundare av Helsinge Ångbrygggeri